# Stenelytrana emarginata
Stenelytrana emarginata là một loài bọ cánh cứng trong họ Cerambycidae.